# Преспа (регион)

Преспа

Преспа (греч. Πρέσπα, макед. Преспа, алб. Prespa) — регион, прилегающий к одноимённому озеру; площадь региона составляет 1070 км². Расположен на территории Македонии, Греции и Албании, крупнейшим городом, расположенным на его территории, является Ресен. Основным занятием на территории региона является ведение сельского хозяйства, наиболее развиты плодоводство и проводимая на озере рыбалка. В регионе расположены остатки города, построенного ещё в период правления царя Западно-Болгарского царства Самуила. В период вхождения в состав Римской империи по территории региона проходила Эгнатиева дорога.

## Книга
- Мала енциклопедија Просвета. — Београд: Просвета, 1978.